# メテルコバ
 メテルコバ（スロベニア語：AKC (Avtonomni kulturni centerの略)  Metelkova mesto）はリュブリャナ市の中心で、旧ユーゴスラビア人民軍の元の兵舎に位置している自主的な文化センターである。メテルコバ町は面積約12500㎡、七つの建物で構成されている。その名はメテルコ通（スロベニア語：Metelkova ulica）という隣接する道に由来している。フラン・メテルコ（スロベニア語：Franc Serafin Metelko）は19世紀にスロベニア人のカトリック神父と文献学者を兼ね、スロベニア語を不成功に改革しようとした。メテルコバは「メタ」という略称でもよく知られている。

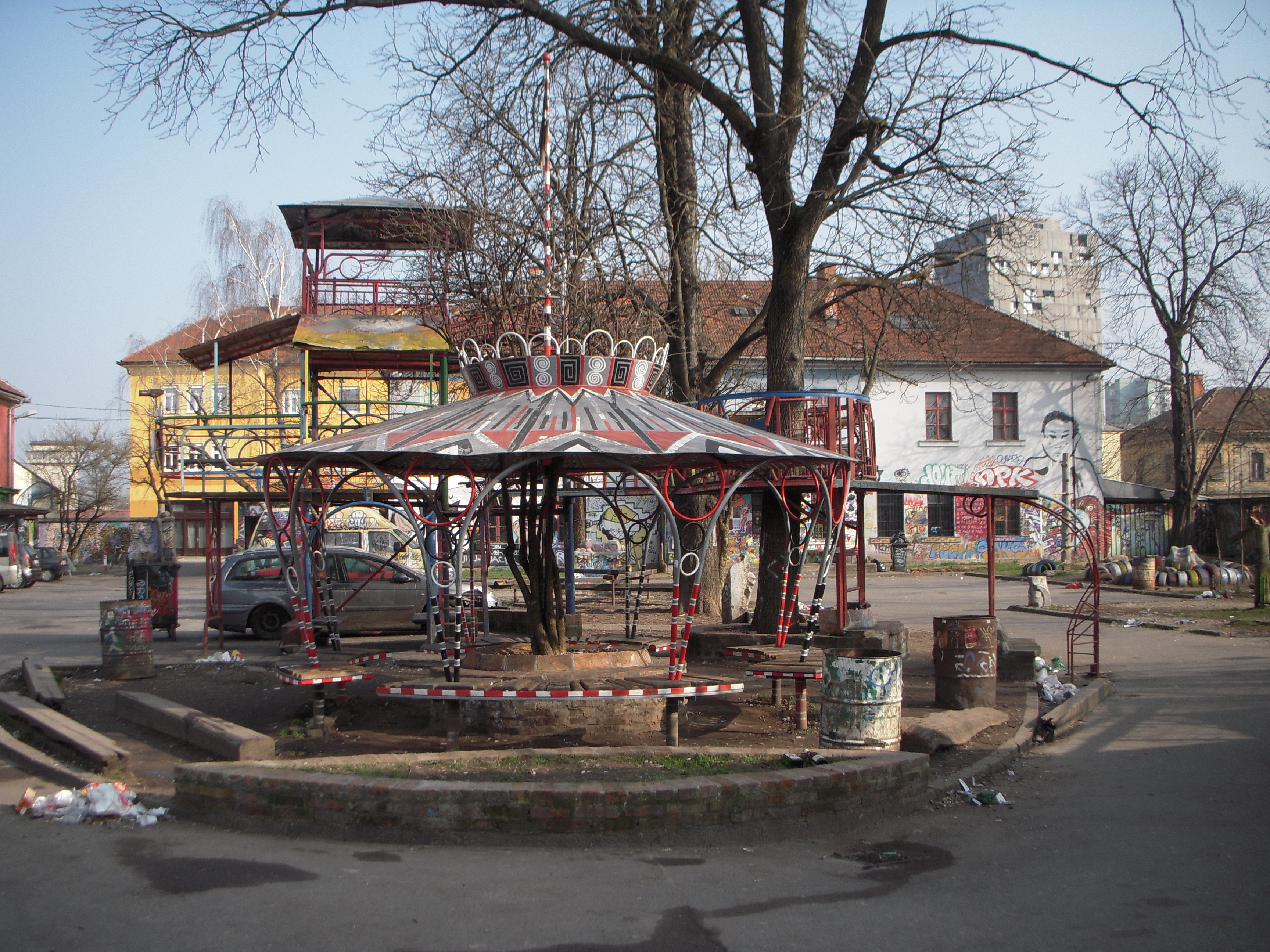
昼間のメテルコバ町

## 歴史
その兵舎はオーストリア＝ハンガリー帝国の時代に建設され、旧ユーゴスラビアが崩壊するまでずっと同じ役目を担っていた。自主的なセンターの創立という考えが1980年代の終末に生じ、その兵舎の場所を手に入れるべく、約200人の知識人、芸術家、活動家が「メテルコバのための機関」（スロベニア語：Mreža za Metelkovo）という組織を設立した。旧ユーゴスラビア軍が1991年にスロベニアを撤退した後、メテルコバの所有の権利に関して市議会との交渉が始まり、ついにその場所への移転が認められた。以外のことに、1993年ある建物を破壊する動きが始まると、人々は速やかにそれに反応し、約100人が柵を登り、兵舎を占領した。その占領を起こした組の中にはリュブリャナ市からの有名な知識人も多かった。その上、市民社会も芸術家も、マザー・テレサさえも含む著名人がメテルコバの占領への支持を表明した。 
その時、あるスロベニア人の右翼の政治家が「違法に場所を取るのは黒人の諸部族やバルカン人のような人の行動で、法律を守るスロベニアではそういう行動は許されない」と言っていた。 
三ヶ月後、市議会は電気と水道の供給を止め、大勢がもはやほとんど崩れていた兵舎から撤退した。しかし、最も反抗的な人は未だ多く残っており、文化の祭日を催したり、水をバケツで運んだり、発電機で電気を起こしたりしている。その時から、メテルコバ町と市議会との間の摩擦は度々生じており、2006年には「Mala šola」という建物が破壊された。それから、倒された建物の場で新たなのを建造するという計画が立ててある。

## 活動
メテルコバは自分の工作、楽器の練習など活躍のための場所が見つけられない人やそれを払えない人などにとっての活躍の場になっている。そして、そこには、バンドの練習できるところ、美術館、バー、「Infoshop」という無政府主義者のセンター、同性愛者向きのクラブ、様々な音楽のライブ会場、ダンスクラブ、ホステルなど様々な場所がある。たくさんの人々がそのクラブに入っているが、大部分には外で知り合いか初めて出会った人と話し合ったり、酒を飲んだりするほうがより好意的なようである。例えば、美術の初心者でも美術院の教授に会え、偏見なく付き合える、そういう雰囲気の場所である。
自己組織化した若者達の戦いのおかげで、リュブリャナ市に恥をかかせ、取り壊しが決められた建物は、現代バルカンはおろか、ヨーロッパの大事な文化遺産になった。メテルコバ町とその活動家は旧ユーゴスラビアにおける様々な独自の集団とよく連絡をとっている。 

## クラブ
- Gala hala ー ライブとダンスのクラブ
- Channel Zero ー ライブとダンスのクラブ
- Menza pri koritu ー ライブ会場と若者センター
- Klub Gromka ー ライブや芝居などの多目的なクラブ
- Jalla Jalla ー 芸術的なバー
- Klub Tiffany ー 同性愛者のクラブ
- Klub Monokel ー レズビアンのクラブ

### 美術館や図書館など
- Mizzart ー 未だ出世していない美術家が展覧するための美術館
- Galerija Alkatraz ー 現代美術の美術館
- Studio Asylum ー 海外から来た美術家ための美術館。
- Škratova čitalnica/KUD Anarhiv ー 批判的思考を促すような本を集める図書館

### 積極行動主義の組織
- A-Infoshop ー 無政府主義者のセンター
- KUD mreža ー 過激な左翼の積極行動主義者のセンター

### ホステル
- Hostel Celica ー 有名なホステル

### メテルコバ町における機関のホームページの列挙
- Klub Tiffanyのホームページ
- Channel Zeroのホームページ
- Menza pri korituのホームページ
- Studio Asylumのホームページ
- A-Infoshopのホームページ
- KUD mrežaのホームページ
- Škratova čitalnicaのホームページ
- Jalla Jallaのフェイスブックのページ
- Galerija Alkatrazのホームページ
- Klub Gromkaのホームページ
- Klub Monokelのホームページ
- Gala halaのホームページ
- Hostel Celicaのホームページ